# Il terzo occhio (manga)
Il terzo occhio (三つ目がとおる?, Mitsume ga tōru) è un manga d'azione e avventura di Osamu Tezuka. Originariamente serializzato sulla rivista Weekly Shōnen Magazine dal 7 luglio 1974 al 19 marzo 1978, fu poi raccolto in tredici tankōbon dalla casa editrice Kōdansha.
Nel 1977 Il terzo occhio si aggiudicò, a pari merito con Black Jack, sempre di Tezuka, la prima edizione del premio Kōdansha per i manga. Da esso vennero tratti un film televisivo, Akumatō no prince: mitsume ga tōru (悪魔島のプリンス 三つ目がとおる?), prodotto dalla Toei Animation per Nippon TV e trasmesso nell'agosto 1985, e una serie televisiva realizzata da Tezuka Productions, andata in onda su TV Tokyo per un totale di 48 episodi dal 18 ottobre 1990 al 26 settembre 1991.
Il protagonista, Hosuke Sharaku, è apparso in molti altri manga ed è diventato un personaggio ricorrente dello Star System di Osamu Tezuka; comparve anche in due film, One Million-Year Trip: Bander Book (1978) e Undersea Super Train: Marine Express (1979), in un episodio di Blue Blink, e in quattro videogiochi: Mitsume ga tōru: The Three-Eyed One Comes Here della Natsume per l'MSX (1989), Mitsume ga tōru della Tomy per il NES (1992), Astro Boy: Omega Factor della Sega per il Game Boy Advance (come la nemesi di Astroboy) e Astro Boy sempre della Sega per la PlayStation 2 (come alleato del protagonista in una missione secondaria).